# Orlivka, Starobilsk
Orlivka (în ucraineană Орлівка) este un sat în comuna Malohatka din raionul Starobilsk, regiunea Luhansk, Ucraina.

## Demografie
Componența lingvistică a localității Orlivka
     Ucraineană (98,59%)
     Rusă (1,41%)
Conform recensământului din 2001, majoritatea populației localității Orlivka era vorbitoare de ucraineană (98,59%), existând în minoritate și vorbitori de rusă (1,41%).